# 저스틴 토마스
저스틴 조셉 토마스(Justin Joseph Thomas, 1984년 1월 18일 ~ )는 미국의 야구 선수이자 전  대만 프로 야구 퉁이 세븐일레븐 라이온즈의 선수이다.

## 미국 프로야구 시절
2005년 전체 113순위로 시애틀 매리너스에 입단 후 마이너에서 활약하였다.
2008년 9월 1일 빅리그 승격 후 텍사스 레인저스전에서 1이닝 1탈삼진 무실점을 기록하며 데뷔하였다.
2009년 10월 9일 피츠버그 파이리츠와 계약했다.
2011년 11월 22일 보스턴 레드삭스와 마이너 계약을 했다.
2012년 빅리그 승격 후 부진으로 시즌 중 방출되었고 뉴욕 양키스에 입단 후 빅리그 성적이 좋지 않아 방출되었다.
2013년 오클랜드 애슬레틱스와 마이너 계약을 함. 동년 7월 8일 일본 프로 야구 홋카이도 닛폰햄 파이터스에 입단하였다. 3경기 등판하여 승리없이 2패를 기록하고 시즌이 끝난 후 방출되었다.

## 한국 프로야구 시절

### KIA 타이거즈시절
2014년 7월 D.J. 홀튼의 대체 용병으로 KIA 타이거즈에 입단하였다. 동년 10월 3일 두산 베어스전에서 6이닝 3피안타 1볼넷 6탈삼진 무실점을 기록하며 국내무대 데뷔 후 첫 승을 수확했다.
2014년 12월 선발 경험이 풍부한 선발 투수 영입을 원하는 구단의 의사에 따라 재계약이 불발됐다.

## 대만 프로야구 시절
2015년 퉁이 세븐일레븐 라이온즈에서 활동했다.

## 한국 프로야구 기록
| 연도 | 팀명  | 경기 | 평균자책점 | 완투 | 완봉 | 승 | 패 | 세 | 홀 | 승률  | 타자 | 이닝   | 피안타 | 피홈런 | 볼넷 | 사구 | 탈삼진 | 실점 | 자책점 |
| ---- | ----- | ---- | ---------- | ---- | ---- | -- | -- | -- | -- | ----- | ---- | ------ | ------ | ------ | ---- | ---- | ------ | ---- | ------ |
| 2014 | KIA   | 10   | 4.44       | 0    | 0    | 2  | 2  | 0  | 0  | 0.500 | 210  | 46 2/3 | 55     | 3      | 19   | 1    | 51     | 26   | 23     |
| 통산 | 1시즌 | 10   | 4.44       | 0    | 0    | 2  | 2  | 0  | 0  | 0.500 | 210  | 46 2/3 | 55     | 3      | 19   | 1    | 51     | 26   | 23     |